# 吉夫特·蒙代
吉夫特·尼亚克诺·蒙代（英語：Gift Nyakno Monday；2001年12月9日—），尼日利亚女子足球运动员，司职前锋，目前效力于華盛頓精神和尼日利亚国家女子足球队。她曾代表尼日利亚参加2024年夏季奥林匹克运动会女子足球比赛。